# Araneus guandishanensis
Araneus guandishanensis là một loài nhện trong họ Araneidae.
Loài này thuộc chi Araneus. Araneus guandishanensis được miêu tả năm 1988 bởi Zhu, Tu & Hu.